# 杜正藏
杜正藏（?—?），字为善，隋朝儒学者，祖籍京兆，迁居邺城。杜正玄之弟、杜正倫之兄。
杜正藏非常好学，善写文章。二十岁举秀才，担任纯州行参军，历任下邑正。大业年间，学业精通，应诏举秀才，兄弟三人都因为文章同时入朝，时论以为荣耀。他写了碑诔铭颂诗赋百余篇。又著有《文章体式》，很被后学者看重，时人号称为文轨，乃至海外高句丽、百济，也都传授学习，称之为《杜家新书》。

## 子孙
- 杜志靜，出繼杜正倫，安福令、嗣襄陽公。
  - 杜僑，懷州長史。
    - 杜咸，涼州都督。
    - 杜損，大理少卿。
      - 杜存，左贊善大夫。
        - 杜占

      - 杜介
      - 杜廙，鄭州錄事參軍，死安祿山難。
        - 杜曾，左金吾兵曹參軍。
        - 杜冀，太學博士。
        - 杜兼，字處弘，河南尹。
          - 杜柔立，天長主簿。
          - 杜詞立，壽州參軍。
          - 杜誼立，順宗挽郎。

      - 杜戩
        - 杜羔，刑部郎中。
          - 杜中立，義武節度使。
          - 杜思立